# Ediciones Destino
Ediciones Destino és una editorial del Grup Planeta que publica llibres en català i castellà, especialment centrada en els clàssics del segle xx.

## Història
Fou fundada l'any 1942 per Josep Vergés i Matas i Joan Teixidor. Destino convoca premis literaris com ara el premi Josep Pla de narrativa o el premi Nadal, fundat el 1944 i que ha esdevingut el més antic d'Espanya. Hi van treballar autors com Josep Pla i Francesc Pujols. Bona part de la novel·lística en castellà de la postguerra es canalitzà a través de l'editorial (Carmen Laforet, Camilo José Cela, Miguel Delibes, Rafael Sánchez Ferlosio, Ana María Matute, Carmen Martín Gaite, etc.). En català, la col·lecció "Imatge de Catalunya", molt il·lustrada, sovint per fotògrafs de la categoria de Francesc Català Roca, tingué una forta incidència i recollí temes catalans d'envergadura, tractats amb documentació i amenitat per autors destacats.
La revista Destino, iniciada a Burgos els anys finals de la guerra civil i continuada molt aviat a Barcelona, esdevingué, després dels primers moments filofalangistes, la principal revista d'actualitat de la Catalunya de la postguerra, i aviat fou el refugi de les mentalitats més europeistes i liberals. El seu propietari i autèntic director—malgrat que nominalment fou dirigida per noms con Nèstor Luján o Xavier Montsalvatge—fou Josep Vergés i Matas. Part dels papers familiars relatius a la revista són a la Biblioteca de Catalunya. Subsistí fins als primers temps de la democràcia, si bé la darrera època fou adquirida per Jordi Pujol i portada per Baltasar Porcel.

## Destino Infantil & Juvenil
Destino Infantil & Juvenil és un segell editorial infantil de l'Editorial Destino, que va començar a publicar llibres per a joves sota aquest nom l'any 2002. Sota aquest segell es publiquen àlbums il·lustrats i ficció infantil i juvenil, en castellà i català. Alguns dels èxits són El señor de los ladrones, de l'aclamada escriptora alemanya Cornelia Funke, la sèrie Les cròniques de Nàrnia, de C. S. Lewis i els llibres de Geronimo Stilton, entre d'altres.

## Fons i documentació
Una part de la seva documentació històrica està inclosa dins del fons del seu fundador, Josep Vergés, conservada a la Biblioteca de Catalunya.